# خانه‌موزه وازگن سارگسیان
خانه‌موزه وازگن سارگسیان (ارمنی: Վազգեն Սարգսյանի տուն-թանգարան; انگلیسی: Vazgen Sargsyan House-Museum) یک خانه‌موزه می‌باشد که در آرارات در استان آرارات ارمنستان واقع شده‌است. این خانه‌موزه در سال ۲۰۰۱ میلادی افتتاح شد و در خیابان گارگین نژده واقع شده‌است. این موزه به متعلقات نخست‌وزیر پیشین ارمنستان، وازگن سارگسیان اختصاص داده شده است.

## نگارخانه

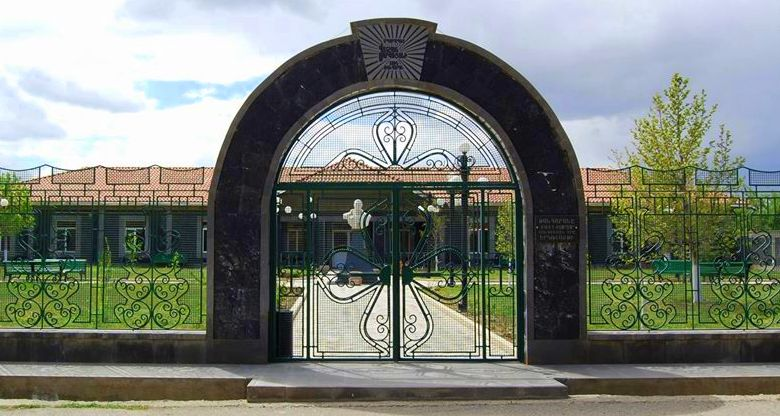
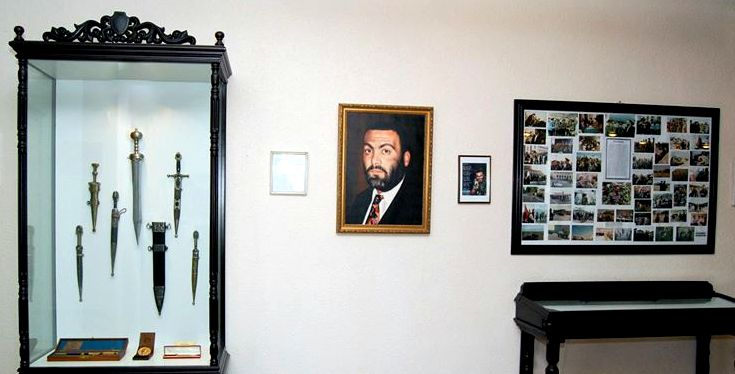
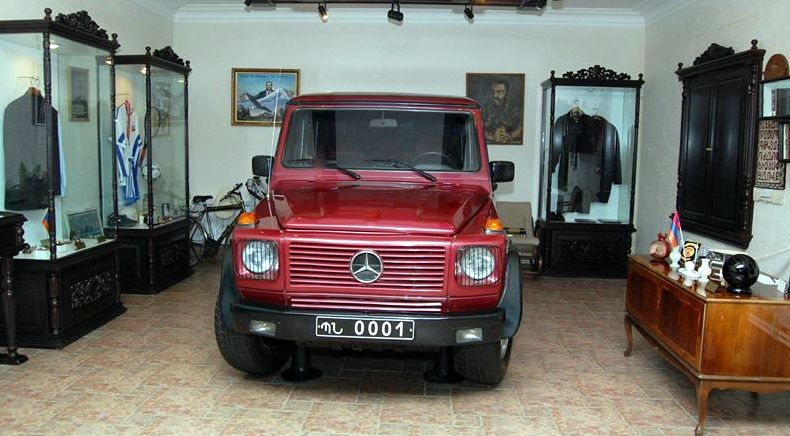
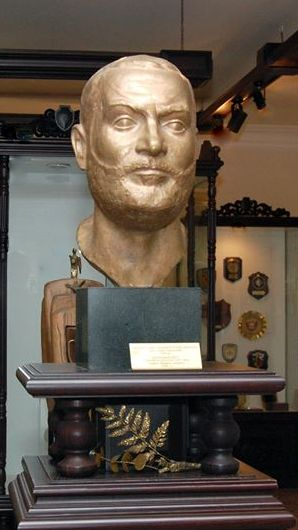
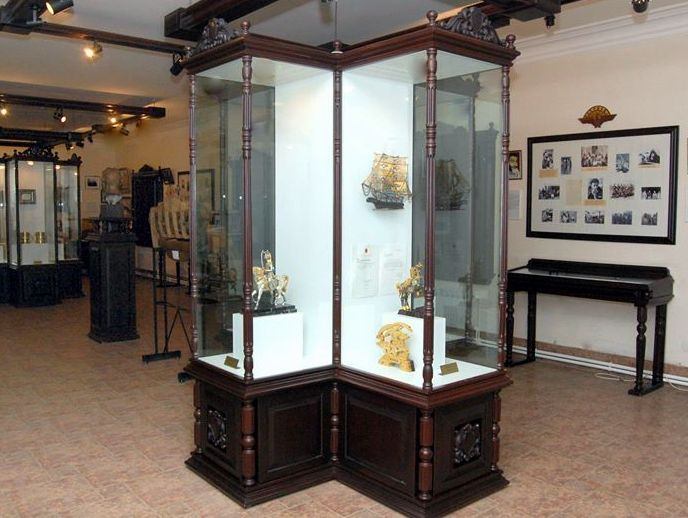